# 38. divize tankových granátníků SS „Nibelungen“
38. SS-Panzergrenadier Division „Nibelungen“ byla založena 27. března 1945. Mužstvo z většiny tvořili sedmnáctiletí příslušníci SS-Junkerschule Bad Tölz, důstojníci z rozpuštěné 30. Waffen-Grenadier Division der SS (weisseruthenische Nr. 1) a menší množství mužů z 6. SS-Gebirgs Division „Nord“, 12. SS-Panzer Division „Hitlerjugend“ a 7. SS-Freiwilligen-Gebirgs Division „Prinz Eugen“.
24. dubna 1945 byla divize poslána jako rezerva OKW na frontu k Dunaji v jižním Bavorsku, ale již následující den se zapojila do bojů. Pod tlakem americké 20. obrněné divize se postupně stáhla až do městečka Oberwössen, kde se od 4. května bránila Američanům. Zde také 8. května 1945 divize kapitulovala.

## Velitelé
Vrchní velení divize
- SS-Standartenführer Hans Kempin (1. březen 1945 – 15. březen 1945)
- SS-Obersturmbannführer Richard Schulz-Kossens (15. březen 1945 – duben 1945)
- SS-Brigadeführer Heinz Lammerding (duben 1945 – přidělen, ale nikdy nevelel)
- SS-Brigadeführer Karl von Oberkamp (duben 1945 – přidělen, ale nikdy nevelel)
- SS-Standartenführer Martin Stange (duben 1945 – 8. květen 1945)

Náčelník štábu
SS-Sturmbannführer Heinrich Wulf (6. duben 1945 – 8. květen 1945)
Proviantní důstojník
SS-Sturmbannführer Ernst Fritscher (6. duben 1945 – 8. květen 1945)
Velitel zpravodajské služby
SS-Untersturmführer Hermann Buhl (6. duben 1945 – 8. květen 1945)

## Bojová struktura
(plánovaná)
- SS-Panzergrenadier-Regiment 95 (I.–III.) (95. pluk pancéřových granátníků SS)
- SS-Panzergrenadier-Regiment 96 (I.–IV.) (96. pluk pancéřových granátníků SS)
- SS-Artillerie-Regiment 38 (I.,II., 5. und 6.) (38. pluk polního dělostřelectva SS)
  - SS-Panzerjäger-Abteilung 38 (38. oddíl stíhačů tanků SS)
    - 2x Panzerjäger-Kompanie (2x rota stíhačů tanků)
    - 1x Flak-Kompanie (1x rota protiletadlové obrany)

  - SS-Pionier-Abteilung 38 (38. ženijní oddíl SS)
  - SS-Flak-Abteilung 38 (38. oddíl protiletadlové obrany SS)
  - SS-Nachrichten-Abteilung 38 (38. zpravodajský oddíl SS)
  - SS-Ausbildungs und Ersatz-Abteilung 38 (38. záložní výcvikový oddíl SS)
  - SS-Polizei-Bataillon Siegling (Policejní prapor SS Siegling)
  - SS-Wirtschafts-Bataillon 38 (38. hospodářský prapor SS)

## Početní stavy divize
| Měsíc  | Rok  | Počet       |
| ------ | ---- | ----------- |
| Březen | 1945 | 6000 – 8000 |
| Květen | 1945 | 2700 – 2875 |

## Válečné zločiny
Po druhé světové válce nebyla 38. SS-Panzergrenadier Division „Nibelungen“ obviněna z žádných válečných zločinů.